# Solitaire (bijou)
Pour les articles homonymes, voir Solitaire.

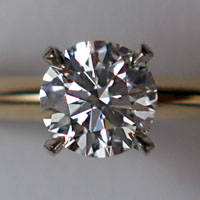
Un solitaire monté sur une bague

Un solitaire est un diamant monté seul, le plus souvent sur une bague.
Par simplification, en Europe, le solitaire est la bague de fiançailles, bague sertie de diamant souvent offerte à la jeune femme par son fiancé lors des fiançailles. Si l'achat d'une telle bague revient au jeune homme, généralement sa future fiancée lui fait savoir auparavant, par des messages directs ou indirects, quel genre de bague elle souhaiterait avoir.
Une autre explication est toutefois à retenir : selon un tailleur de diamants, le solitaire est une façon de tailler le diamant. Ce n'est pas parce qu'il est seul qu'il est forcément solitaire.
Généralement, cette taille est pratiquée pour ne sertir qu'un seul diamant.